# Mont de la Table
Der Mont de la Table (französisch für „Tafelberg“) ist ein Berg in den Monts Chic-Chocs, einem Gebirgszug der Appalachen, in der kanadischen Provinz Québec.
Der Berg befindet sich im Norden der Gaspésie-Halbinsel in der MRC La Haute-Gaspésie etwa 35 km ostsüdöstlich der Kleinstadt Sainte-Anne-des-Monts.
Mit einer Höhe von 1180 m ist er einer der höchsten Berge im Süden von Québec. Der Berg befindet sich im östlichen Teil des Parc national de la Gaspésie. Der Fluss Rivière Madeleine entspringt an seinem Osthang. Der Mont Jacques-Cartier, höchster Berg der Monts Chic-Chocs, befindet sich etwa 4 km östlich des Mont de la Table.
Der Mont de la Table wird auch als Table Top oder Tabletop bezeichnet.